# Protogeometrische Keramik

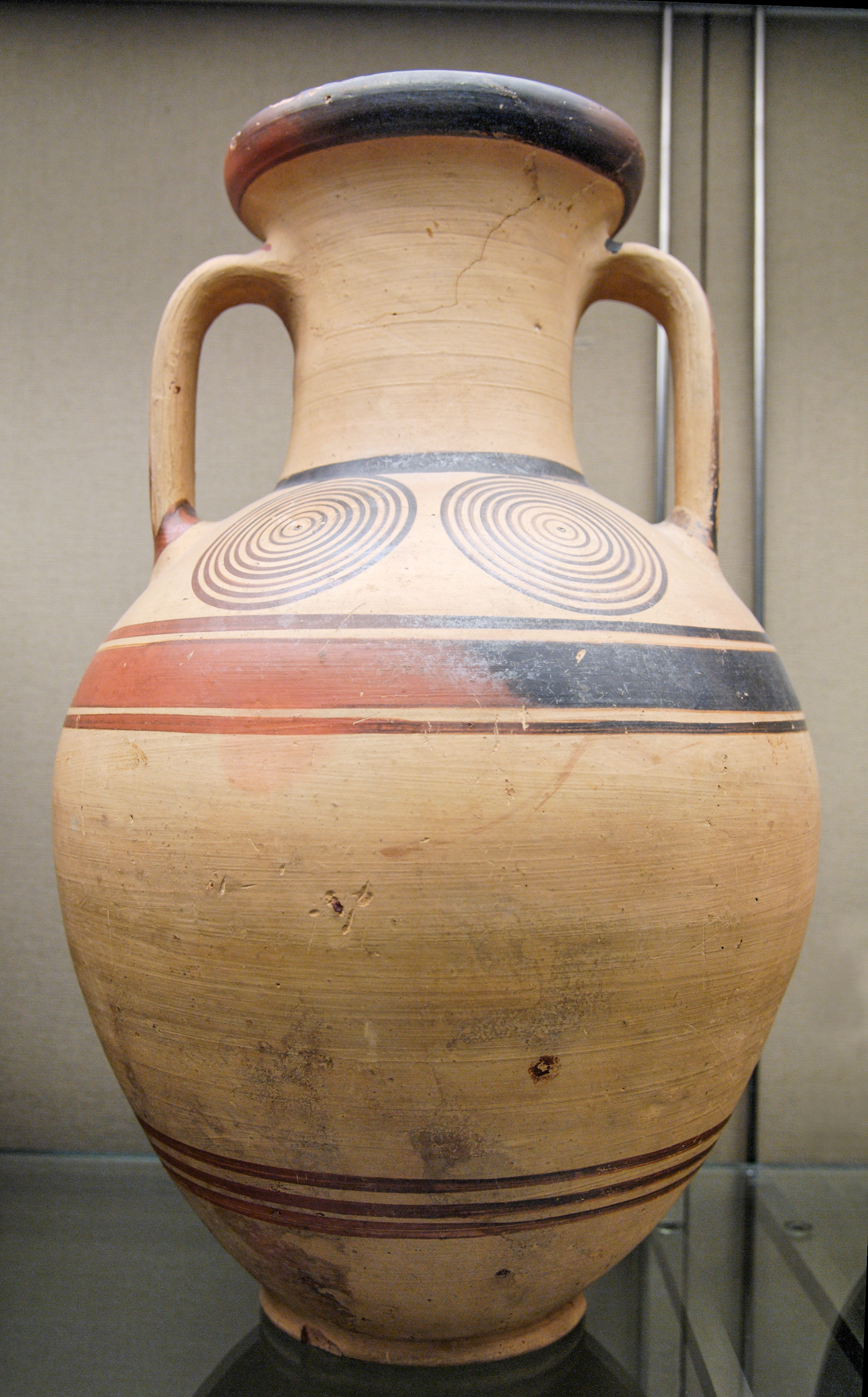
Protogeometrische Amphore aus einer Athener Werkstatt, ca. 975–950 v. Chr., Sammlung des British Museum

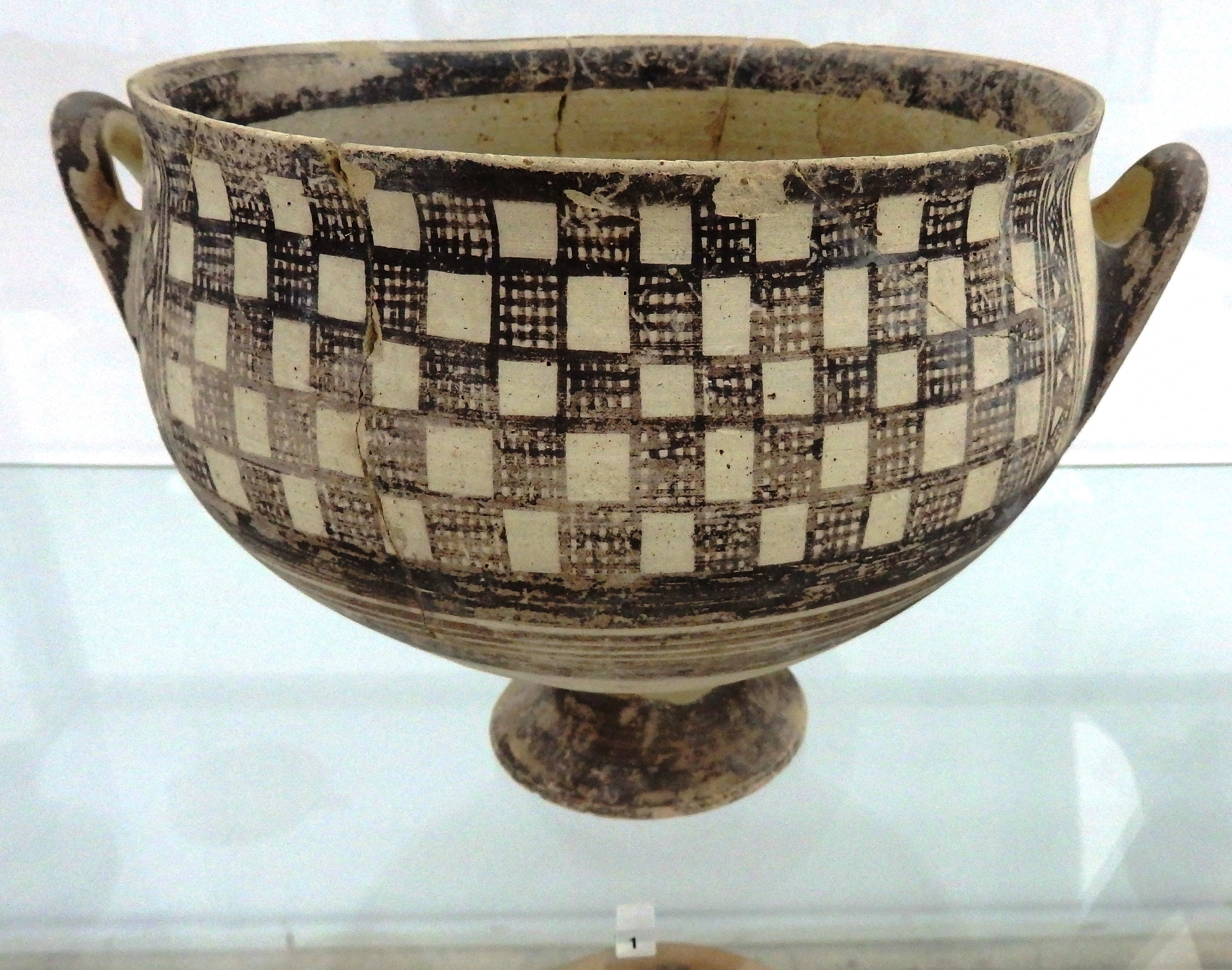
Keramikgefäß im protogeometrischen Stil, 11. Jahrhundert v. Chr., Zypern, Archäologisches Museum Larnaka

Als protogeometrische Keramik bezeichnet man die bemalte Keramik des griechischen Raums aus der Zeit zwischen ca. 1050/00 v. Chr. und ca. 900 v. Chr. Nach dieser Keramik wird in der Klassischen Archäologie der Zeitabschnitt ihres Vorkommens oft protogeometrische Periode genannt.
Die Vasen sind oftmals mit meist großflächigen, strengen geometrischen Mustern bemalt. Typisch sind dabei u. a. konzentrische Kreise oder Halbkreise, die in der Regel mit dem Zirkel gezogen sind. Es kommen aber auch quadratische Muster vor. Die Verzierungen richten sich streng nach der Gefäßform. Die einzelnen Vasenzonen sind stark voneinander abgesetzt. Meist sind die Gefäße rund – im Laufe der protogeometrischen Periode werden die Formen allerdings zunehmend eiförmig – mit einer Öffnung im oberen Bereich und mit umlaufenden Linien in mehrere vertikale Zonen unterteilt. Wichtige Gefäßformen sind Halsamphoren mit Henkeln an Bauch, Schulter oder Hals, Oinochoen, Hydrien, Kratere, Lekythen, Skyphoi, Tassen und Schalen. Gegen Ende der Periode kamen in Attika auch Pyxiden, Kalathoi, Kantharoi und Krüge auf.
Es wurden bislang nur sehr wenige fast unbeschädigte Exemplare gefunden.